# Giovanna Baccelli
Giovanna Baccelli, artistnamn för Giovanna Francesca Antonia Giuseppa Zanerini, född 1753, död 1801, var en italiensk (venetiansk) ballerina. 
Hon var främsta ballerina vid Her Majesty's Theatre i London mellan 1774 och 1783. Hon hade ett förhållande med John Sackville, 3rd Duke of Dorset och bodde med honom i Paris under hans tid som ambassadör där 1783-1789. Under den tiden uppträdde hon vid Parisoperan.
Hon avmålades av Thomas Gainsboroug, Joshua Reynolds, Ozias Humphrey, John Graham and Gainsborough Dupont. Hon skulpterades också naken, en staty som förvarades på Dorsets egendom Knole House. 